# حیس (شهر)
حیس شهریست در ساحل شمال غربی یمن، از توابع استان تَعِز در کشور یمن در شبه جزیره عربستان. شهریست زیبا و دارای بستان کروم انگور و باغ‌های نخل خرما است. در وصف آن شاعر: (مسلم بن نعیم المالکی) می‌سراید:
أما دیار بنی عون فَمُنجدةٌ
والعّز قومی بحیس دارها الشَعَفُ
من بعد آطام عّز کان یسکنها
منا ملوک وسادات لهم شَرَفُ